# Rue du Général-Sarrail
Ne doit pas être confondu avec l'avenue du Général-Sarrail, à Paris
La rue du Général-Sarrail est une rue de la commune de Reims, dans le département de la Marne, en région Grand Est.

## Situation et accès
La rue du Général-Sarrail est comprise entre la place de l'Hôtel-de-Ville et le boulevard Foch. La rue appartient administrativement au quartier Centre-ville de Reims.

## Origine du nom
Nom donnée en l’honneur du général Maurice Paul Emmanuel Sarrail (1856-1929), qui commanda la 12e division d’infanterie à Reims et qui habita 35, rue Courmeaux, en 1911. Il commanda la 3e armée lors de la bataille de la Marne. Il repose dans le caveau des gouverneurs de l’église Saint-Louis des Invalides.

## Historique
La rue du Général-Sarrail est le résultat de regroupements successifs de plusieurs rues. En 1841, les rues des Consuls, de Saint-Guillaume et du Petit-Cerf, prirent le nom commun de rue Saint-Guillaume. En 1887, la rue Saint-Guillaume est renommé en rue des Consuls. En 1929, la voie fut redénommée rue du Général-Sarrail.

## Histoire récente
Pendant la seconde guerre mondiale, la komandantur allemande fut installée dans deux endroits de Reims, la rue du Général-Sarrail et la place Godinot.

## Bâtiments remarquables et lieux de mémoire
- n° 12 : Hôtel particulier, de l'architecte Léon LEVY et de Max Sainsaulieu pour sa Reconstruction, avec une importante loggia sur deux étages dont la reconstruction de style néo-Renaissance date de 1923, est repris comme éléments de patrimoine d’intérêt local[2].
- Hôtel de ville de Reims,
- n° 29 : immeuble, de 1922 par l'architecte Fernand Moineau (1883-1944) avec statue de tête de cheval (permis PC 2227)[3].

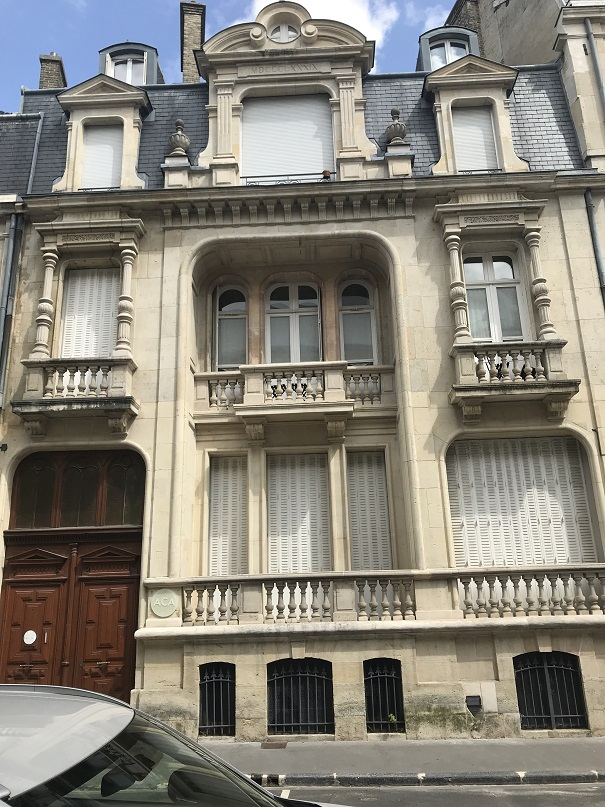
12 Rue du Général-Sarrail (Reims)
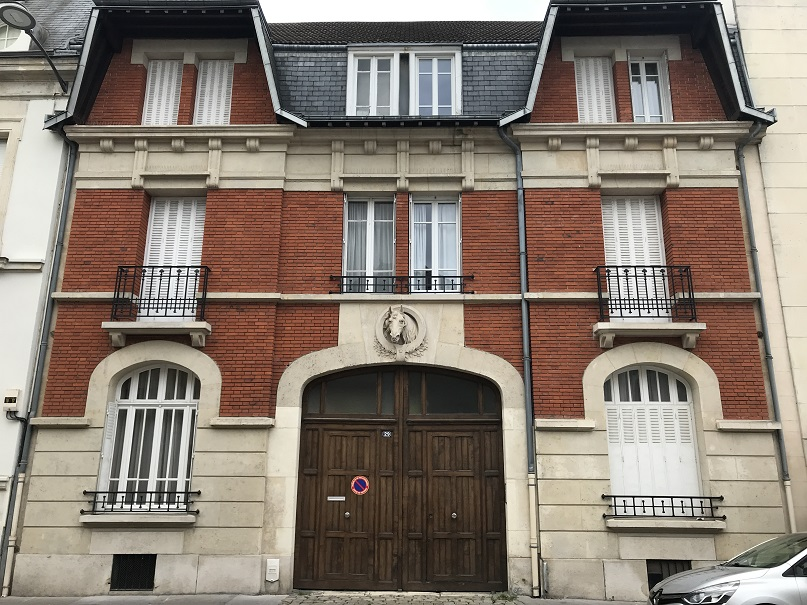
Immeuble 29 Rue du Général Sarrail (Reims).
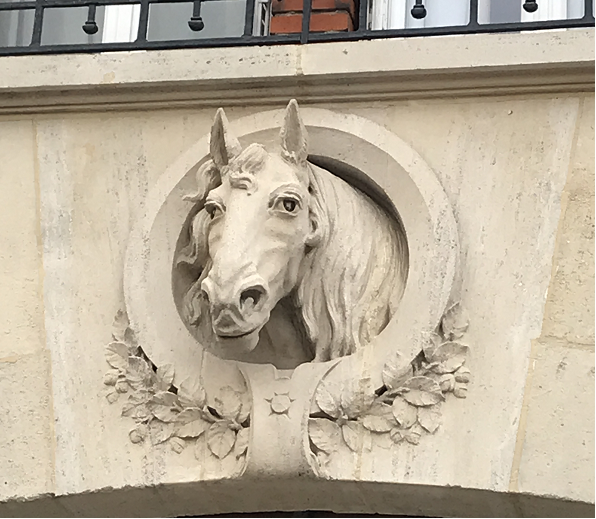
Sculpture tête de cheval.
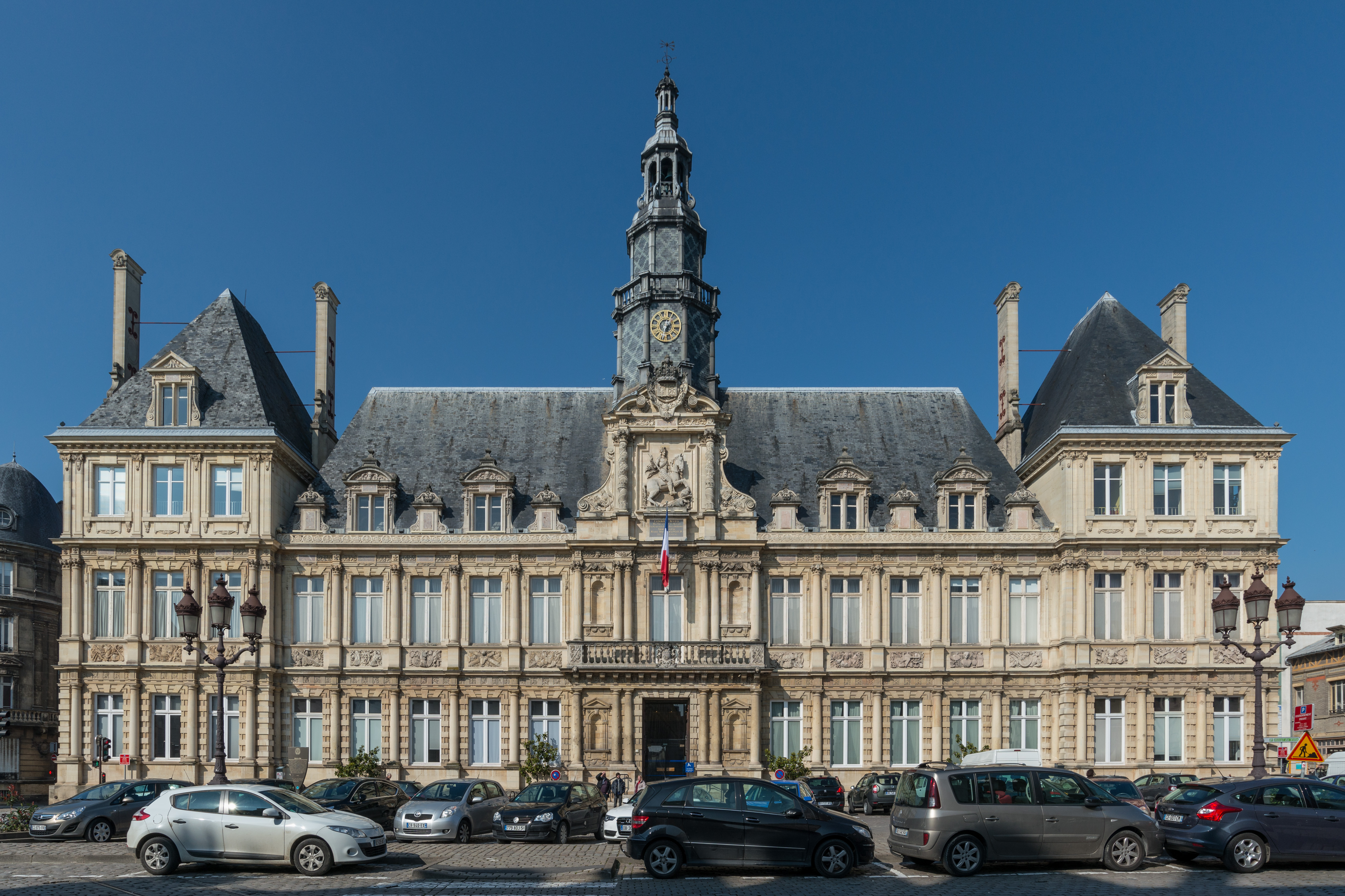
Hôtel de ville.